# Saint-Varent
Saint-Varent – miejscowość i gmina we Francji, w regionie Nowa Akwitania, w departamencie Deux-Sèvres.
Według danych na rok 1990 gminę zamieszkiwało 2557 osób, a gęstość zaludnienia wynosiła 74 osób/km² (wśród 1467 gmin regionu Poitou-Charentes Saint-Varent plasuje się na 101. miejscu pod względem liczby ludności, natomiast pod względem powierzchni na miejscu 116.).